# Cadogan Hall
Pour les articles homonymes, voir Cadogan.

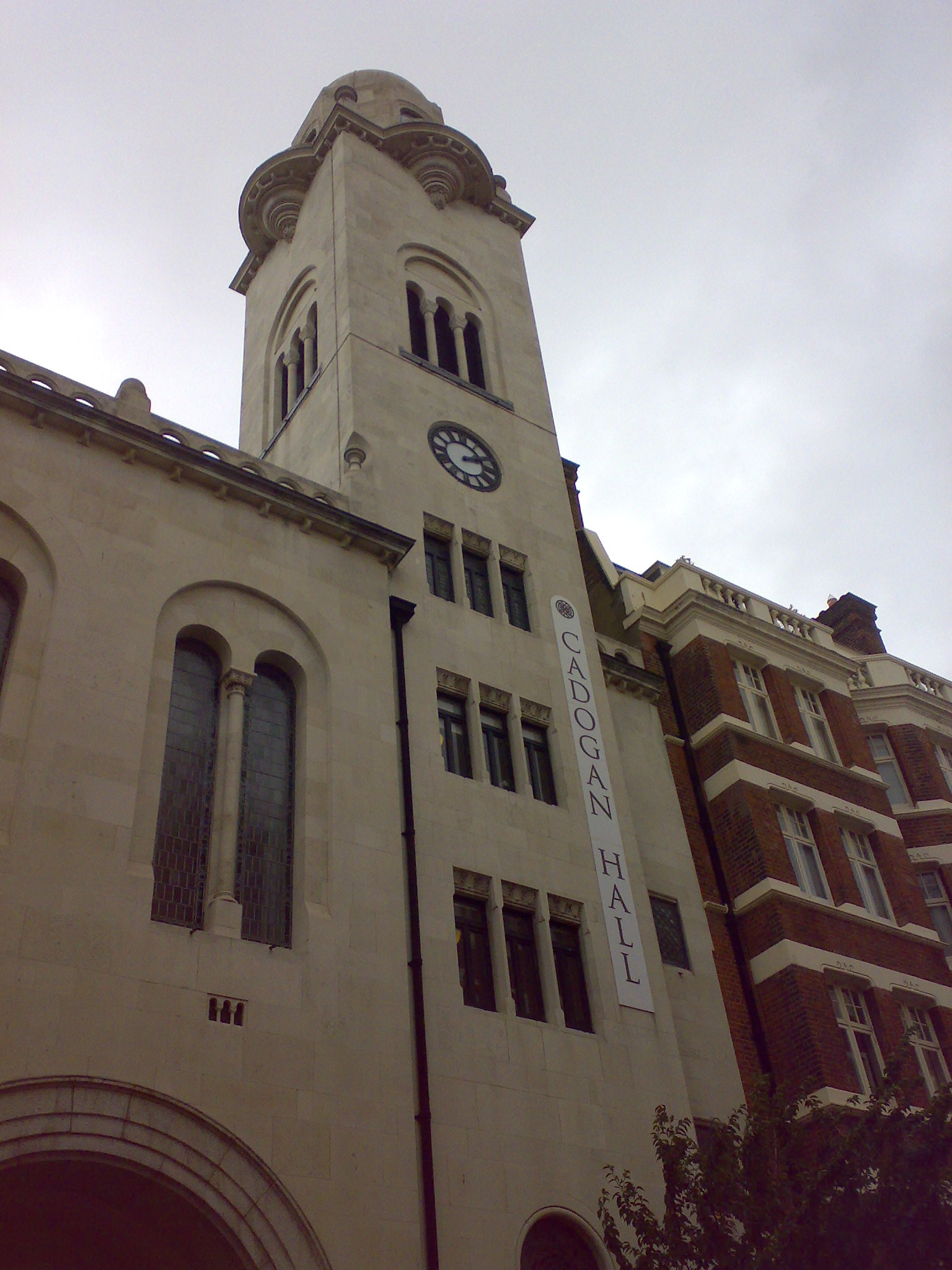
La tour du Cadogan Hall

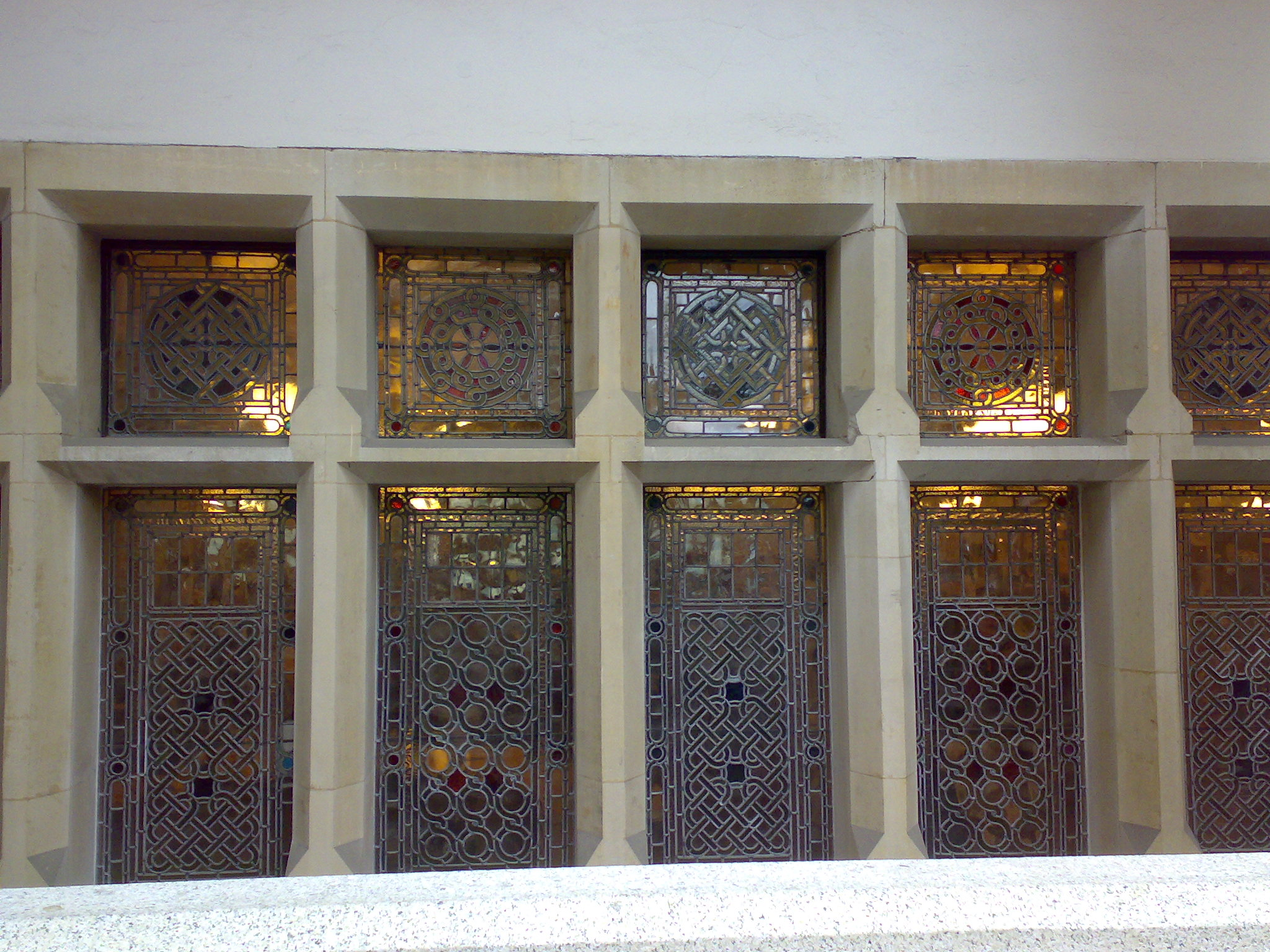
Le Cadogan Hall est connu pour ses fenêtres en vitraux

Cadogan Hall est une salle de concert de 900 sièges à Sloane Terrace dans le quartier de Chelsea de Londres au Royaume-Uni. À l'origine, le bâtiment abritait la première église du Christ scientiste, construite en 1907 par l'architecte Robert Fellowes Chisholm. En 1996, le nombre de fidèles avaient très fortement diminué et le bâtiment ne fut plus utilisé. Mohamed Al Fayed, le propriétaire des magasins Harrods, acquit le bâtiment mais la société Cadogan Estates Ltd (société immobilière détenue par Lord Cadogan, dont les ancêtres étaient les principaux propriétaires fonciers de Chelsea depuis le XVIIIe siècle - comme en témoigne le nom des proches Cadogan Square et Cadogan Place) acheta l'immeuble en 2000 Le bâtiment est classé (grade II).
Le Cadogan Hall abrite un ensemble musical résident, le Royal Philharmonic Orchestra (RPO), le premier orchestre de Londres résident. Le Cadogan Estates offrit au RPO l'usage de la salle comme principal lieu de rassemblement fin 2001 et le RPO y donna son premier comme orchestre résident en novembre 2004. Depuis 2005, le Cadogan Hall accueille aussi les concerts de musique de chambre des Proms le lundi midi,.

## Source
- (en) Cet article est partiellement ou en totalité issu de l’article de Wikipédia en anglais intitulé « Cadogan Hall » (voir la liste des auteurs).